# Digitoxigenin
Digitoxigenin ist ein Steroid aus der Hydrolyse des Herzglykosids Digitoxin, welches in der Gattung Fingerhut (Digitalis) vorkommt.

## Vorkommen

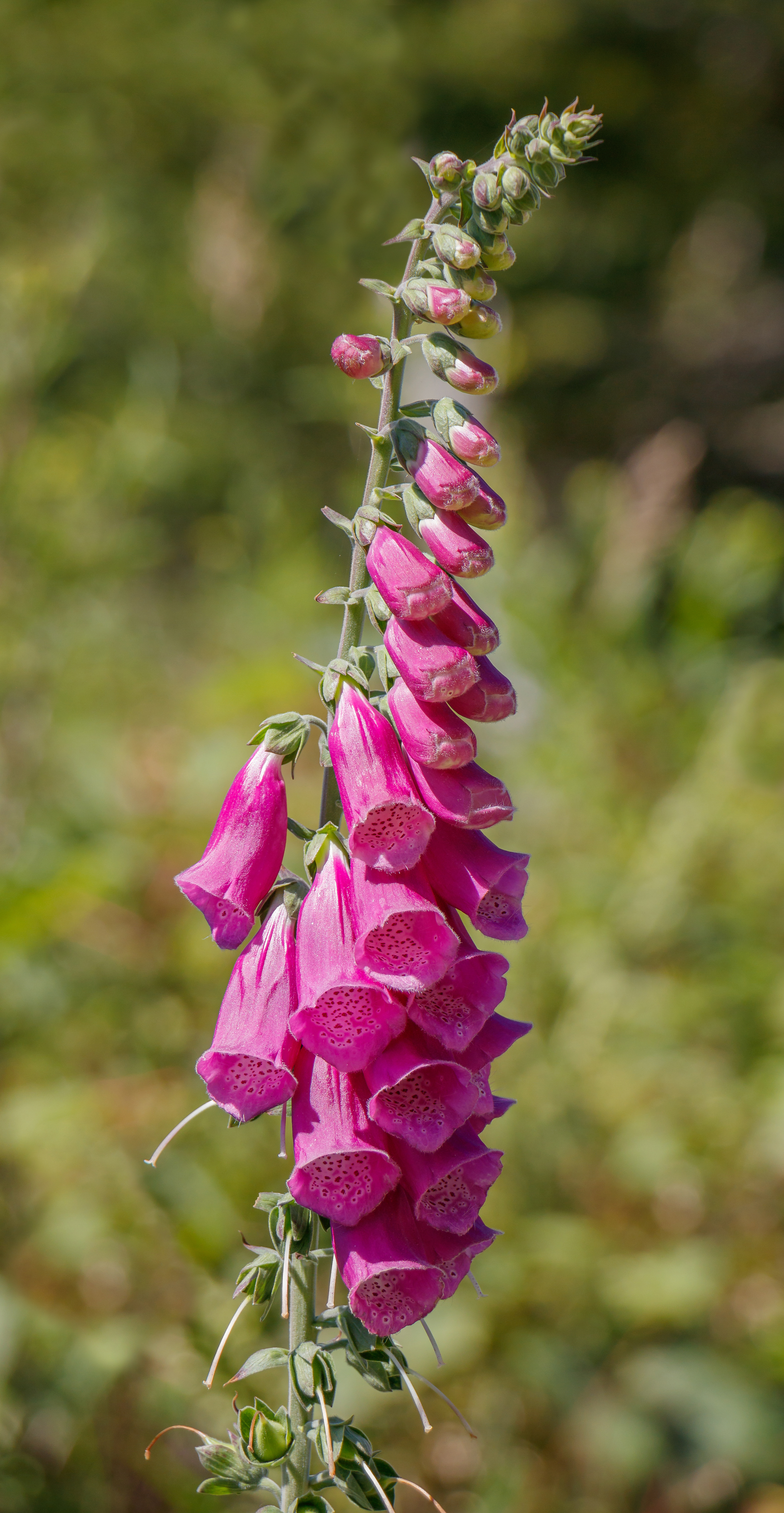
Roter Fingerhut (Digitalis purpurea)

Digitoxigenin ist des Aglycon des Glycosids Digitoxin. Digitoxin ist einer der wichtigsten bioaktiven Wirkstoffe in Fingerhut (Gattung Digitalis). Das Glycosid kommt in größeren Mengen im Roten Fingerhut (Digitalis purpurea) und im Wolligen Fingerhut (Digitalis lanata) vor. Freies Digitoxigenin ist bei beiden Pflanzen jedoch nur eine Minderkomponente.

## Synthese
Die Synthese geht vom (S)-Enantiomer des Wieland-Miescher-Ketons aus. Die Enon-Einheit wird zunächst in das Ethylenglycol-Acetal des gesättigten Ketons ünberfürt. Die zweite Carbonylgruppe wird mit Triethylamin und Trimethylsilylchlorid in einen Silylenolether überführt. Ozonolyse mit reduktiver Aufarbeitung mit Natriumborhydrid ergibt einen Glycol, der mit Natriumperiodat unter Ringöffnung zum Dialdehyd gespalten werden kann. Die weniger gehinderte Aldehydfunktion kann mit Natriumtriacetoxyborhydrid zum Alkohol reduziert werden.
Durch Deprotonierung mit n-Butyllithium und Reaktion mit einem Phosphonat kann am Aldehyd nun eine 2-Butenylgruppe eingeführt werden. Durch Swern-Oxidation wird der Alkohol wieder zum Aldehyd oxidiert, wodurch nach Deprotonierung mit n-Butyllithium durch Reaktion mit einem Phosphonat eine Dithian-Einheit eingeführt werden kann. Durch eine thermische [4+2]-Cycloaddition kann jetzt der dritte Sechsring aufgebaut werden.
Nach Hydrolyse des Ethylenglycol-Acetals mit Salzsäure wird die Carbonylgruppe an dieser Stelle mittels Luche-Reduktion (Natriumborhydrid, Cer(III)-chlorid) zum Alkohol reduziert. Da die so entstehende Stereokonfiguration nicht die erwünschte ist, erfolgt eine Mitsunobu-Inversion mit Diethylazodicarboxylat, Triphenylphosphin und Trifluoressigsäure, wobei das Trifluoracetat erhalten wird. Durch Reaktion mit Trimethyloxoniumtetrafluoroborat wird die Dithian-Schutzgruppe entfernt und das Keton freigesetzt. Durch Behandlung mit Natriumethanolat wird die Doppelbindung in diesem Sechsring mit der Carbonylgruppe in Konjugation gebracht. Gleichzeitig wird die als Trifluoracetat maskierte Hydroxygruppe wieder freigesetzt. Diese kann stattdessen mit tert-Butyldimethylsilylchlorid geschützt werden. Durch Grignard-Reaktion kann eine 3-Butin-1-yl-Gruppe am Keton eingeführt werden, wobei das terminale Alkin als Trimethylsilylderivat geschützt ist und anschließend mit Tetrabutylammoniumfluorid freigesetzt werden muss. Eine radikalische Cyclisierung mit Tributylzinnhydrid und AIBN als Radikalstarter ergibt den Fünfring der Steroideinheit mit einer exocyclischen Doppelbindung.
Durch Epoxidierung mit meta-Chlorperbenzoesäure und Umlagerung mit Bortifluorid-Diethyletherat ergibt eine Formylgruppe, die jedoch in der unerwünschten Stereokonfiguration am Ring sitzt. Durch Reaktion mit Hydroxylaminhydrochlorid und anschließend mit Carbonyldiimidazol wird die Formylgruppe in ein Nitril umgewandelt. Die Stereochemie kann durch Deprotonierung mit Lithiumdiethylamid und Reprotonierung mit 2,6-Di-tert-butyl-4-methylphenol invertiert werden, wobei durch die gewählten Reaktionsbedingungen die kinetisch bevorzugte aber thermodynamisch weniger stabile Konfiguration erhalten wird. Die Butenolid-Einheit wird eingeführt, indem zunächst Benzyloxymethyllithium an das Nitril addiert wird. Hydrogenolyse unter Palladiumkatalyse setzt die Hydroxymethylgruppe frei. Reaktion mit Triphenylphosphoranylidenketen (Ph3P=C=C=O) und Triethylamin baut den ungesättigten Lactonring auf. Im letzten Schritt wird mittels para-Toluolsulfonsäure die Silylether-Schutzgruppe entfernt.

## Struktur und Eigenschaften
Digitoxigenin zählt strukturell zur Gruppe der Cardenolide. Diese unterscheiden sich von anderen Steroiden dadurch, dass die C- und D-Ringe cis zueinander stehen und an einem gemeinsamen Atom dieser beiden Ringe (Position 14) eine zusätzliche Hydroxygruppe vorliegt. Außerdem tragen sie als wichtiges Strukturmerkmal eine Butenolid-Einheit.